# The Four (film)
Pour plus de détails, voir Fiche technique et Distribution.
The Four (四大名捕, Sì Dà Míng Bǔ) est un film hongkongais de Gordon Chan et Janet Chun, sorti en 2012.
C'est la première adaptation au cinéma de la série de romans de Woon Swee-oan.

## Fiche technique
- Titre original : 四大名捕, Sì Dà Míng Bǔ
- Titre français : The Four
- Réalisation : Gordon Chan et Janet Chun
- Scénario : Gordon Chan, Frankie Tam et Maria Wong
- Photographie : Lai Yiu-fai
- Montage : Chan Ki-hop
- Musique : Henry Lai
- Pays d'origine : Hong Kong
- Format : Couleurs - 35 mm - 2,35:1 - Dolby Digital
- Genre : action, fantastique
- Durée : 118 minutes
- Date de sortie :
  -  Hong Kong : 12 juillet 2010

## Distribution
- Deng Chao : Leng Lingqi (Sang froid)
- Liu Yifei : Shong Yayu (Sans émotion)
- Ronald Cheng : Cui Lueshang (Chasseur)
- Collin Chou : Tie Yourda (Mains de fer)
- Anthony Wong Chau-sang : Zhuge Zhenwo
- Waise Lee : Prince